# 누트 (이집트 신화)
누트(Nut, Nuit, Newet, Neuth)은 고대 이집트 신화에 등장하는 하늘의 여신이다. 그녀의 이름은 "밤"이라는 단어에서 유래하였으며 엔네아드의 9신 중 하나이다. 이집트 종교의 우주관에서 그의 남편이자 대지의 신인 게브 위에 엎드려 있는 모습으로 표현되며, 누트의 옷은 별들이 수놓아져 있다. 태양신 라가 태양의 돗단배를 타고 누트를 따라 여장을 한다고 한다. 오시리스와 이시스, 세트, 네프티스는 누트와 게브가 낳은 신들이다.
머리에는 항상 거의 구형에 가까운 항아리를 이고 있다.

## 이름
고대 이집트어로 밤(night)이라는 뜻에서 유래했다.

## 신화
태양은 매일 동쪽 하늘에 나타나 공중을 가로질러 서쪽으로 사라진다. 이집트인들은 태양신이 태양을 '만제트'라는 배에 태워 이동시킨다고 생각했으며, 밤에 태양이 없어지는 것은 태양이 천공의 신, 즉 누트에게 잡아먹히기 때문이라고 해석했다. 서쪽으로 사라진 태양은 누트의 입에 들어가서 밤 동안에 몸 속을 지난 다음 아침이 되면 여신의 무릎에서 다시 솟아난다고 한다.
이는 재생과 부활을 암시하는 것이라고 할 수 있다. 그래서 사람들은 누트를 사자(死者)를 수호하는 신으로 여기게 되었다. 고대 이집트에서는 사자를 넣는 관 안쪽에 천공을 그려넣었다고 한다. 이는 사자의 혼이 누트를 잘 찾아갈 수 있도록 하기 위한 장치이자, 축복에 대한 염원이 담겨 있는 것이기도 했다.)

### 창조신화
고대 이집트인의 우주관은 한 차례 큰 변화가 있었다. 그들은 세계가 아툼이라는 태양신에 의해 창조되었다고 생각했다. 이렇게 창조된 세계는 천공, 창공, 대기, 대지, 물, 지하 세계 등으로 구성되어 있었다. 이 여섯 곳에는 모두 그곳을 관장하는 신들이 있었다. 그 중 천공의 신이 무트였다. 창공은 누트, 대기는 슈, 대지는 게브, 물은 누, 지하계는 다트가 다스렸다. 물의 신 누는 그후 이집트의 신들을 낳았으며, 바다를 상징한다. 바다는 '커다란 숲'으로 불리며, 대지를 휘감았다. 사람들은 누의 힘이 지하와 대지에도 미쳤으며, 지하수와 함께 많은 혜택을 베풀어준 나일 강을 누라고 생각했다. 말하자면 물 그 자체를 신격화했던 것이다.
게브는 대지의 신으로, 당시 사람들은 대지가 둥근 원반 형태로 생겼다고 생각했다. 그래서 신화에서는 대지 위로 길게 뻗어 있는 산들을 타고 다니는 천공의 신 누트가 게브와 서로 사랑하는 사이였다고 전하고 있다.
하지만 아툼은 누트에게 대기의 신 슈와 결혼하라고 명령했다(일설에 따르면, 누트와 게브의 사랑에 질투를 느낀 슈가 둘 사이를 갈라놓았다고도 한다). 그래서 누트는 게브와 헤어져 인간이 살고 있는 지상으로 내려왔다고 한다.